# Слива, Магдалена
Магдалена Йоанна Слива-Шрынявская (пол. Magdalena Joanna Śliwa-Szryniawska, род. 17 ноября 1969 года в Макуве) — польская волейболистка и тренер, игрок сборной Польши в 1990—2007 годах, ассистентка тренера сборной Польши Марко Бонитты. Рекордсменка национальной сборной по количеству сыгранных матчей.

## Клубы
| Клуб                          | Годы      |
| ----------------------------- | --------- |
| Висла (Краков)                | 1986—1990 |
| Висла (Краков)                | 1991—1992 |
| Хемик (Полице)                | 1992—1996 |
| Сталь (Бельско-Бяла)          | 1996—1998 |
| Деспар Перуджа                | 1998—2001 |
| Фоппапедретти Бергамо         | 2001—2002 |
| Сталь (Бельско-Бяла)          | 2002—2003 |
| Монте-Скьяво Банка Марке Йеси | 2003—2004 |
| Виченца                       | 2004—2006 |
| Висла (Краков)                | 2006—2008 |
| Домброва-Гунрича              | 2008—2010 |
| Атом Трефль (Сопот)           | 2010—2011 |
| Домброва-Гунрича              | 2011—2013 |
| Будовляне (Лодзь)             | 2013—2015 |

## Достижения[3]

#### В сборной
- 9-е место на чемпионатах Европы 1991 и 1995
- 8-е место на чемпионате Европы 1997
- 6-е место на чемпионате Европы 1999
- Чемпионка Европы 2003
- Чемпионка Европы 2005

#### В клубах
- Висла (Краков)
  - Бронзовый призёр чемпионата Польши 1988
  - Серебряный призёр чемпионата Польши 1990
- Химик/Комфорт (Полице)
  - Обладательница Кубка Польши 1993
  - Чемпионка Польши и обладательница Кубка Польши 1994
  - Чемпионка Польши и обладательница Кубка Польши 1995
- Сталь (Бельско-Бяла)
  - Бронзовый призёр чемпионата Польши 1997
  - Чемпионка Польши 2003
- Деспар (Перуджа)
  - Обладательница Кубка Италии 1999
- Бергамо
  - Чемпионка Италии 2002
- Дамброва-Гурница
  - Бронзовый призёр чемпионата Польши 2010
  - Обладательница Кубка Польши 2012
  - Бронзовый призёр чемпионата Польши 2012
- Трефль (Сопот)
  - Серебряный призёр чемпионата Польши 2011

#### Индивидуальные
- Лучшая связующая чемпионата Европы 2003

## Награды
- Кавалер Ордена Возрождения Польши (22 ноября 2005[2])
- Кавалер Золотого Креста Заслуги

## Личная жизнь
Есть дочь Изабеля (род. 1990), также играющая в волейбол. В сезоне 2010/11 мать и дочь вместе выступали за польский клуб «Трефл Сопот», с которым выиграли серебро чемпионата Польши.